# Macroderes nitidus
Macroderes nitidus är en skalbaggsart som beskrevs av Edgar von Harold 1877. Macroderes nitidus ingår i släktet Macroderes och familjen bladhorningar. Inga underarter finns listade i Catalogue of Life.